# Verein für Leibesübungen Bochum 1848 2004-2005
Questa voce raccoglie le informazioni riguardanti il Verein für Leibesübungen Bochum 1848 nelle competizioni ufficiali della stagione 2004-2005.

## Stagione
Nella stagione 2004-2005 il Bochum, allenato da Peter Neururer, concluse il campionato di Bundesliga al 16º posto e retrocesse in 2. Bundesliga. In Coppa di Germania il Bochum fu eliminato al secondo turno dal Friburgo. In Coppa di Lega il Bochum fu eliminato ai preliminari dallo Stoccarda. In Coppa UEFA il Bochum fu eliminato al primo turno dallo Standard Liegi.

## Rosa
| N. |                                 | Ruolo | Calciatore          |
| -- | ------------------------------- | ----- | ------------------- |
| 1  | Paesi Bassi (bandiera)          | P     | Rein van Duijnhoven |
| 2  | Germania (bandiera)             | D     | Michael Bemben      |
| 3  | Germania (bandiera)             | D     | Martin Meichelbeck  |
| 4  | Germania (bandiera)             | D     | Marcel Maltritz     |
| 5  | Danimarca (bandiera)            | D     | Søren Colding       |
| 6  | Camerun (bandiera)              | D     | Raymond Kalla       |
| 7  | Danimarca (bandiera)            | A     | Tommy Bechmann      |
| 8  | Polonia (bandiera)              | C     | Tomasz Zdebel       |
| 9  | Danimarca (bandiera)            | A     | Peter Madsen        |
| 10 | Germania (bandiera)             | C     | Dariusz Wosz        |
| 11 | Rep. Ceca (bandiera)            | A     | Vratislav Lokvenc   |
| 13 | Germania (bandiera)             | P     | Christian Vander    |
| 15 | Slovenia (bandiera)             | D     | Aleksander Knavs    |
| 16 | Bosnia ed Erzegovina (bandiera) | C     | Zvjezdan Misimović  |
| 17 | Germania (bandiera)             | C     | Christoph Preuß     |

| N. |                      | Ruolo | Calciatore        |
| -- | -------------------- | ----- | ----------------- |
| 18 | Croazia (bandiera)   | C     | Filip Tapalović   |
| 19 | Senegal (bandiera)   | A     | Momo Diabang      |
| 21 | Rep. Ceca (bandiera) | A     | Filip Trojan      |
| 22 | Brasile (bandiera)   | C     | Edu               |
| 23 | Turchia (bandiera)   | C     | Ersan Tekkan      |
| 24 | Germania (bandiera)  | D     | Philipp Bönig     |
| 25 | Camerun (bandiera)   | D     | Marvin Matip      |
| 28 | Iran (bandiera)      | C     | Moharram Navidkia |
| 29 | Italia (bandiera)    | A     | Gaetano Manno     |
| 30 | Italia (bandiera)    | A     | Luciano Velardi   |
| 32 | Germania (bandiera)  | C     | Dennis Grote      |
| 33 | Turchia (bandiera)   | P     | Polat Keser       |
| 35 | Danimarca (bandiera) | P     | Peter Skov-Jensen |
| 36 | Germania (bandiera)  | C     | Claus Costa       |
| 37 | Germania (bandiera)  | C     | Alexander Thamm   |

## Organigramma societario
Area tecnica
- Allenatore: Peter Neururer
- Allenatore in seconda: Frank Heinemann, Nicolas Michaty
- Preparatore dei portieri:
- Preparatori atletici:

## Calciomercato

### Sessione estiva
| Acquisti | Acquisti           | Acquisti              | Acquisti |
| R.       | Nome               | da                    | Modalità |
| -------- | ------------------ | --------------------- | -------- |
| A        | Tommy Bechmann     | Esbjerg               |          |
| D        | Aleksander Knavs   | Kaiserslautern        |          |
| A        | Vratislav Lokvenc  | Kaiserslautern        |          |
| D        | Marcel Maltritz    | Amburgo               |          |
| D        | Marvin Matip       | Bochum (juniores)     |          |
| C        | Zvjezdan Misimović | Bayern Monaco         |          |
| C        | Christoph Preuß    | Eintracht Francoforte |          |
| A        | Filip Trojan       | Schalke 04            |          |

| Cessioni | Cessioni          | Cessioni          | Cessioni |
| R.       | Nome              | da                | Modalità |
| -------- | ----------------- | ----------------- | -------- |
| A        | Delron Buckley    | Arminia Bielefeld |          |
| D        | Frank Fahrenhorst | Werder Brema      |          |
| C        | Paul Freier       | Bayer Leverkusen  |          |
| A        | Vahid Hashemian   | Bayern Monaco     |          |
| D        | Anton Vriesde     | Helmond Sport     |          |

### Sessione invernale
| Acquisti | Acquisti          | Acquisti    | Acquisti |
| R.       | Nome              | da          | Modalità |
| -------- | ----------------- | ----------- | -------- |
| P        | Peter Skov-Jensen | Midtjylland |          |

| Cessioni | Cessioni          | Cessioni     | Cessioni |
| R.       | Nome              | da           | Modalità |
| -------- | ----------------- | ------------ | -------- |
| C        | Þórður Guðjónsson | Stoke City   |          |
| C        | Miroslav Stević   | Unterhaching |          |

## Risultati

### Bundesliga

#### Girone di andata
| Arbitro: | Merk |

|                         |           |                             |
| Gilberto 6’ Paraíba 45’ | Marcatori | 66’ Kalla 68’ (rig.) Madsen |

| Arbitro: | Fröhlich |

|                       |           |                          |
| Lokvenc 28’ Preuß 69’ | Marcatori | 62’ Berbatov 87’ Voronin |

| Arbitro: | Fleischer |

|             |           |                        |
| Buckley 87’ | Marcatori | 31’ Zdebel 90’ Diabang |

| Arbitro: | Fandel |

|                            |           |                         |
| Kalla 15’ Demel 75’ (aut.) | Marcatori | 48’ Koller 59’ Ewerthon |

| Arbitro: | Meyer |

|              |           |              |
| Schumann 58’ | Marcatori | 55’ Bechmann |

| Arbitro: | Albrecht |

|           |           |                                  |
| Knavs 68’ | Marcatori | 54’ Borowski 70’, 88’, 89’ Klose |

| Arbitro: | Stark |

|                                         |           |                         |
| Asamoah 9’ K'obiashvili 13’ Lincoln 44’ | Marcatori | 49’ Misimović 65’ Kalla |

| Arbitro: | Schmidt |

|  |           |           |
|  | Marcatori | 75’ Prica |

| Arbitro: | Keßler |

|                                          |           |  |
| Thiam 27’ Klimowicz 39’ D'Alessandro 42’ | Marcatori |  |

| Arbitro: | Weiner |

|                               |           |  |
| Preuß 54’ Wosz 85’ Madsen 90’ | Marcatori |  |

| Arbitro: | Wagner |

|                                          |           |  |
| Christiansen 16’ Stendel 64’ Leandro 88’ | Marcatori |  |

| Arbitro: | Fandel |

|             |           |                 |
| Lokvenc 62’ | Marcatori | 26’ Nzelo-Lembi |

| Arbitro: | Gräfe |

|             |           |                                    |
| Lokvenc 66’ | Marcatori | 76’, 81’ Guerrero 82’ (aut.) Preuß |

| Arbitro: | Wack |

|           |           |  |
| Silva 19’ | Marcatori |  |

| Arbitro: | Trautmann |

|                            |           |            |
| Lokvenc 23’, 49’ Kalla 44’ | Marcatori | 65’ Mintál |

| Arbitro: | Keßler |

|                                                       |           |                      |
| Kalla 5’ (aut.) Kurányi 23’, 81’ Hleb 69’ Meißner 75’ | Marcatori | 33’ Edu 59’ Maltritz |

| Arbitro: | Kircher |

|              |           |                           |
| Bechmann 84’ | Marcatori | 26’ Barbarez 34’ Benjamin |

#### Girone di ritorno
| Arbitro: | Fleischer |

|                               |           |                        |
| Madsen 42’ (rig.) Lokvenc 80’ | Marcatori | 3’ Rafael 18’ Gilberto |

| Arbitro: | Kemmling |

|                                                |           |  |
| Krzynówek 28’ Voronin 31’ Ponte 70’ Freier 78’ | Marcatori |  |

| Arbitro: | Trautmann |

|                   |           |             |
| Madsen 19’ (rig.) | Marcatori | 30’ Buckley |

| Arbitro: | Albrecht |

|            |           |  |
| Koller 21’ | Marcatori |  |

| Arbitro: | Kircher |

|                                             |           |          |
| Misimović 35’ (rig.) Kalla 56’ Bechmann 83’ | Marcatori | 80’ Aogo |

| Arbitro: | Merk |

|                                              |           |  |
| Ismaël 45’ Baumann 49’ Valdez 53’ Micoud 73’ | Marcatori |  |

| Arbitro: | Meyer |

|  |           |                        |
|  | Marcatori | 30’ Ailton 77’ Lincoln |

| Arbitro: | Fröhlich |

|                             |           |         |
| Di Salvo 37’, 49’ Prica 53’ | Marcatori | 71’ Edu |

| Arbitro: | Gräfe |

|                                              |           |            |
| Edu 15’, 37’ Wosz 24’ Lokvenc 39’ Madsen 57’ | Marcatori | 73’ Petrov |

| Arbitro: | Weiner |

|                      |           |                                |
| Kluge 30’ Jansen 52’ | Marcatori | 70’ Lokvenc 90’ (aut.) Pletsch |

| Arbitro: | Wack |

|                       |           |  |
| Cherundolo 56’ (aut.) | Marcatori |  |

| Arbitro: | Meyer |

|                  |           |                          |
| Blank 61’ (rig.) | Marcatori | 39’ Maltritz 75’ Diabang |

| Arbitro: | Kircher |

|                                   |           |               |
| Pizarro 9’ Ballack 26’ Makaay 63’ | Marcatori | 51’ Tapalović |

| Arbitro: | Fröhlich |

|                          |           |                                                              |
| Lokvenc 26’ Bechmann 87’ | Marcatori | 6’ Auer 60’ Thurk 65’ Gerber 68’ Silva 77’ Weigelt 84’ Casey |

| Arbitro: | Merk |

|                     |           |                 |
| Daun 21’ Mintál 84’ | Marcatori | 90’ Meichelbeck |

| Arbitro: | Weiner |

|                           |           |  |
| Misimović 61’ Lokvenc 72’ | Marcatori |  |

| Arbitro: | Schmidt |

|  |           |            |
|  | Marcatori | 3’ Diabang |

### Coppa di Germania
| Arbitro: | Trautmann |

|             |           |                                    |
| Podszus 10’ | Marcatori | 27’, 32’ (rig.) Madsen 57’ Lokvenc |

| Arbitro: | Wack |

|                            |           |                                   |
| Riether 40’ Dorn 90’, 116’ | Marcatori | 23’ Bechmann 54’ (rig.) Misimović |

### Coppa di Lega
| Arbitro: | Gagelmann |

|                           |           |  |
| Cacau 5’, 34’ Szabics 84’ | Marcatori |  |

### Coppa UEFA
| Liegi 16 settembre 2004, ore 20:30 CEST Primo turno | Standard Liegi | 0 – 0 referto | Bochum | Stade Sclessin (12 000 spett.)\| Arbitro: \| Colombo \| |
| Arbitro:                                            | Colombo        |               |        |                                                         |

| Arbitro: | Kasnaferis |

|              |           |             |
| Maltritz 45’ | Marcatori | 90’ Curbelo |

## Statistiche

### Statistiche di squadra
| Competizione      | Punti | In casa | In casa | In casa | In casa | In casa | In casa | In trasferta | In trasferta | In trasferta | In trasferta | In trasferta | In trasferta | Totale | Totale | Totale | Totale | Totale | Totale | DR  |
| Competizione      | Punti | G       | V       | N       | P       | Gf      | Gs      | G            | V            | N            | P            | Gf           | Gs           | G      | V      | N      | P      | Gf     | Gs     | DR  |
| ----------------- | ----- | ------- | ------- | ------- | ------- | ------- | ------- | ------------ | ------------ | ------------ | ------------ | ------------ | ------------ | ------ | ------ | ------ | ------ | ------ | ------ | --- |
| Bundesliga        | 35    | 17      | 6       | 5       | 6       | 30      | 29      | 17           | 3            | 3            | 11           | 17           | 39           | 34     | 9      | 8      | 17     | 47     | 68     | -21 |
| Coppa di Germania | -     | 0       | 0       | 0       | 0       | 0       | 0       | 2            | 1            | 0            | 1            | 5            | 4            | 2      | 1      | 0      | 1      | 5      | 4      | +1  |
| Coppa di Lega     | -     | 0       | 0       | 0       | 0       | 0       | 0       | 1            | 0            | 0            | 1            | 0            | 3            | 1      | 0      | 0      | 1      | 0      | 3      | -3  |
| Coppa UEFA        | -     | 1       | 0       | 1       | 0       | 1       | 1       | 1            | 0            | 1            | 0            | 0            | 0            | 2      | 0      | 2      | 0      | 1      | 1      | 0   |
| Totale            | 35    | 18      | 6       | 6       | 6       | 31      | 30      | 21           | 4            | 4            | 13           | 22           | 46           | 39     | 10     | 10     | 19     | 53     | 76     | -23 |

### Andamento in campionato
| Giornata  | 1 | 2  | 3 | 4 | 5 | 6  | 7  | 8  | 9  | 10 | 11 | 12 | 13 | 14 | 15 | 16 | 17 | 18 | 19 | 20 | 21 | 22 | 23 | 24 | 25 | 26 | 27 | 28 | 29 | 30 | 31 | 32 | 33 | 34 |
| --------- | - | -- | - | - | - | -- | -- | -- | -- | -- | -- | -- | -- | -- | -- | -- | -- | -- | -- | -- | -- | -- | -- | -- | -- | -- | -- | -- | -- | -- | -- | -- | -- | -- |
| Luogo     | T | C  | T | C | T | C  | T  | C  | T  | C  | T  | C  | C  | T  | C  | T  | C  | C  | T  | C  | T  | C  | T  | C  | T  | C  | T  | C  | T  | T  | C  | T  | C  | T  |
| Risultato | N | N  | V | N | N | P  | P  | P  | P  | V  | P  | N  | P  | P  | V  | P  | P  | N  | P  | N  | P  | V  | P  | P  | P  | V  | N  | V  | V  | P  | P  | P  | V  | V  |
| Posizione | 7 | 12 | 5 | 7 | 7 | 10 | 14 | 15 | 17 | 14 | 15 | 15 | 16 | 16 | 16 | 16 | 16 | 16 | 16 | 16 | 16 | 16 | 16 | 16 | 17 | 16 | 16 | 16 | 16 | 16 | 16 | 16 | 16 | 16 |

Legenda:

Luogo: C = Casa; T = Trasferta. Risultato: V = Vittoria; N = Pareggio; P = Sconfitta.

### Statistiche dei giocatori
| Giocatore         | Bundesliga | Bundesliga | Bundesliga  | Bundesliga | Coppa di Germania | Coppa di Germania | Coppa di Germania | Coppa di Germania | Coppa di Lega | Coppa di Lega | Coppa di Lega | Coppa di Lega | Coppa UEFA | Coppa UEFA | Coppa UEFA  | Coppa UEFA | Totale   | Totale | Totale      | Totale     |
| Giocatore         | Presenze   | Reti       | Ammonizioni | Espulsioni | Presenze          | Reti              | Ammonizioni       | Espulsioni        | Presenze      | Reti          | Ammonizioni   | Espulsioni    | Presenze   | Reti       | Ammonizioni | Espulsioni | Presenze | Reti   | Ammonizioni | Espulsioni |
| ----------------- | ---------- | ---------- | ----------- | ---------- | ----------------- | ----------------- | ----------------- | ----------------- | ------------- | ------------- | ------------- | ------------- | ---------- | ---------- | ----------- | ---------- | -------- | ------ | ----------- | ---------- |
| F. Akyel          | 1          | 0          | 0           | 0          | 0                 | 0                 | 0                 | 0                 | 0             | 0             | 0             | 0             | 0          | 0          | 0           | 0          | 1        | 0      | 0           | 0          |
| T. Bechmann       | 27         | 4          | 4           | 0          | 2                 | 1                 | 1                 | 0                 | 1             | 0             | 0             | 0             | 1          | 0          | 0           | 0          | 31       | 5      | 5           | 0          |
| M. Bemben         | 6          | 0          | 0           | 0          | 1                 | 0                 | 0                 | 0                 | 1             | 0             | 0             | 0             | 0          | 0          | 0           | 0          | 8        | 0      | 0           | 0          |
| P. Bönig          | 29         | 0          | 4           | 0          | 2                 | 0                 | 0                 | 0                 | 1             | 0             | 0             | 0             | 2          | 0          | 0           | 0          | 34       | 0      | 4           | 0          |
| S. Colding        | 31         | 0          | 5           | 0          | 2                 | 0                 | 0                 | 0                 | 0             | 0             | 0             | 0             | 2          | 0          | 0           | 0          | 35       | 0      | 5           | 0          |
| C. Costa          | 0          | 0          | 0           | 0          | 0                 | 0                 | 0                 | 0                 | 0             | 0             | 0             | 0             | 0          | 0          | 0           | 0          | 0        | 0      | 0           | 0          |
| M. Diabang        | 11         | 3          | 0           | 1          | 0                 | 0                 | 0                 | 0                 | 1             | 0             | 0             | 0             | 1          | 0          | 1           | 0          | 13       | 3      | 1           | 1          |
| E. Edu            | 17         | 4          | 3           | 0          | 2                 | 0                 | 0                 | 0                 | 0             | 0             | 0             | 0             | 1          | 0          | 0           | 0          | 20       | 4      | 3           | 0          |
| D. Grote          | 5          | 0          | 0           | 0          | 0                 | 0                 | 0                 | 0                 | 0             | 0             | 0             | 0             | 0          | 0          | 0           | 0          | 5        | 0      | 0           | 0          |
| Þ. Guðjónsson     | 3          | 0          | 0           | 0          | 0                 | 0                 | 0                 | 0                 | 0             | 0             | 0             | 0             | 0          | 0          | 0           | 0          | 3        | 0      | 0           | 0          |
| R. Kalla          | 23         | 5          | 3           | 0          | 2                 | 0                 | 0                 | 0                 | 1             | 0             | 0             | 0             | 2          | 0          | 2           | 0          | 28       | 5      | 5           | 0          |
| P. Keser          | 0          | 0          | 0           | 0          | 0                 | 0                 | 0                 | 0                 | 0             | 0             | 0             | 0             | 0          | 0          | 0           | 0          | 0        | 0      | 0           | 0          |
| A. Knavs          | 26         | 1          | 3           | 0          | 2                 | 0                 | 0                 | 0                 | 1             | 0             | 0             | 0             | 2          | 0          | 0           | 0          | 31       | 1      | 3           | 0          |
| V. Lokvenc        | 32         | 10         | 7           | 0          | 2                 | 1                 | 0                 | 0                 | 0             | 0             | 0             | 0             | 2          | 0          | 0           | 0          | 36       | 11     | 7           | 0          |
| P. Madsen         | 19         | 5          | 3           | 0          | 1                 | 2                 | 0                 | 0                 | 1             | 0             | 0             | 0             | 0          | 0          | 0           | 0          | 21       | 7      | 3           | 0          |
| M. Maltritz       | 27         | 2          | 10          | 0          | 2                 | 0                 | 0                 | 0                 | 1             | 0             | 1             | 0             | 2          | 1          | 0           | 0          | 32       | 3      | 11          | 0          |
| G. Manno          | 2          | 0          | 1           | 0          | 0                 | 0                 | 0                 | 0                 | 0             | 0             | 0             | 0             | 0          | 0          | 0           | 0          | 2        | 0      | 1           | 0          |
| M. Matip          | 1          | 0          | 0           | 0          | 0                 | 0                 | 0                 | 0                 | 0             | 0             | 0             | 0             | 0          | 0          | 0           | 0          | 1        | 0      | 0           | 0          |
| M. Meichelbeck    | 22         | 1          | 5           | 1          | 1                 | 0                 | 0                 | 0                 | 0             | 0             | 0             | 0             | 1          | 0          | 0           | 0          | 24       | 1      | 5           | 1          |
| Z. Misimović      | 31         | 3          | 2           | 0          | 2                 | 1                 | 0                 | 0                 | 1             | 0             | 0             | 0             | 2          | 0          | 0           | 0          | 36       | 4      | 2           | 0          |
| M. Navidkia       | 0          | 0          | 0           | 0          | 0                 | 0                 | 0                 | 0                 | 0             | 0             | 0             | 0             | 0          | 0          | 0           | 0          | 0        | 0      | 0           | 0          |
| C. Preuß          | 30         | 2          | 3           | 1          | 1                 | 0                 | 0                 | 0                 | 1             | 0             | 0             | 0             | 2          | 0          | 1           | 0          | 34       | 2      | 4           | 1          |
| P. Skov-Jensen    | 2          | 0          | 0           | 0          | 0                 | 0                 | 0                 | 0                 | 0             | 0             | 0             | 0             | 0          | 0          | 0           | 0          | 2        | 0      | 0           | 0          |
| M. Stević         | 0          | 0          | 0           | 0          | 0                 | 0                 | 0                 | 0                 | 0             | 0             | 0             | 0             | 0          | 0          | 0           | 0          | 0        | 0      | 0           | 0          |
| F. Tapalović      | 12         | 1          | 1           | 0          | 0                 | 0                 | 0                 | 0                 | 0             | 0             | 0             | 0             | 0          | 0          | 0           | 0          | 12       | 1      | 1           | 0          |
| E. Tekkan         | 0          | 0          | 0           | 0          | 0                 | 0                 | 0                 | 0                 | 0             | 0             | 0             | 0             | 0          | 0          | 0           | 0          | 0        | 0      | 0           | 0          |
| A. Thamm          | 1          | 0          | 0           | 0          | 0                 | 0                 | 0                 | 0                 | 0             | 0             | 0             | 0             | 0          | 0          | 0           | 0          | 1        | 0      | 0           | 0          |
| F. Trojan         | 19         | 0          | 1           | 0          | 2                 | 0                 | 0                 | 0                 | 1             | 0             | 0             | 0             | 1          | 0          | 0           | 0          | 23       | 0      | 1           | 0          |
| C. Vander         | 10         | 0          | 0           | 0          | 1                 | 0                 | 0                 | 0                 | 0             | 0             | 0             | 0             | 0          | 0          | 0           | 0          | 11       | 0      | 0           | 0          |
| L. Velardi        | 0          | 0          | 0           | 0          | 0                 | 0                 | 0                 | 0                 | 0             | 0             | 0             | 0             | 0          | 0          | 0           | 0          | 0        | 0      | 0           | 0          |
| D. Wosz           | 29         | 2          | 4           | 0          | 1                 | 0                 | 0                 | 0                 | 1             | 0             | 0             | 0             | 2          | 0          | 0           | 0          | 33       | 2      | 4           | 0          |
| T. Zdebel         | 28         | 1          | 9           | 0          | 1                 | 0                 | 0                 | 0                 | 1             | 0             | 0             | 0             | 2          | 0          | 0           | 0          | 32       | 1      | 9           | 0          |
| R. van Duijnhoven | 24         | 0          | 1           | 1          | 1                 | 0                 | 0                 | 0                 | 1             | 0             | 0             | 0             | 2          | 0          | 0           | 0          | 28       | 0      | 1           | 1          |